# Kei Fujiwara
Pour les articles homonymes, voir Fujiwara (homonyme).
Kei Fujiwara (不二稿 京, Fujiwara Kei), née le 12 mars 1957, est une actrice, directrice de la photographie, monteuse, scénariste et réalisatrice japonaise.

## Biographie
Kei Fujiwara interprète son premier rôle au cinéma dans le film américain, Odyssée sous la mer, mais elle est plus connue pour son rôle dans le film culte japonais, Tetsuo. Récemment, elle consacre son temps à l'écriture et la réalisation, et est connue pour ses films expérimentaux surréalistes et violents.

## Filmographie

### Comme actrice
- 1973 : Odyssée sous la mer (The Neptune Factor) de Daniel Petrie
- 1986 : The Phantom of Regular Size (普通サイズの怪人, Futsū saizu no kaijin?) de Shin'ya Tsukamoto
- 1987 : Les Aventures de Denchu Kozo (電柱小僧の冒険, Denchū kozō no bōken?) de Shin'ya Tsukamoto
- 1989 : Tetsuo (鉄男, Tetsuo?) de Shin'ya Tsukamoto
- 1996 : Organ (オルガン, Orugan?)
- 2005 : Ido (イド?)
- 2014 : Hanadama (華魂?) de Hisayasu Satō

### Comme réalisatrice
- 1996 : Organ (オルガン, Orugan?)
- 2005 : Ido (イド?)